# Montañón Negro
Montañón Negro är en park i Spanien.   Den ligger i provinsen Provincia de Las Palmas och regionen Kanarieöarna, i den sydvästra delen av landet, 1 800 km sydväst om huvudstaden Madrid. Montañón Negro ligger 1 613 meter över havet.
Terrängen runt Montañón Negro är varierad. Montañón Negro ligger uppe på en höjd. Runt Montañón Negro är det ganska tätbefolkat, med 149 invånare per kvadratkilometer. Närmaste större samhälle är Telde, 19,3 km öster om Montañón Negro. 